# Motivo (arti figurative)

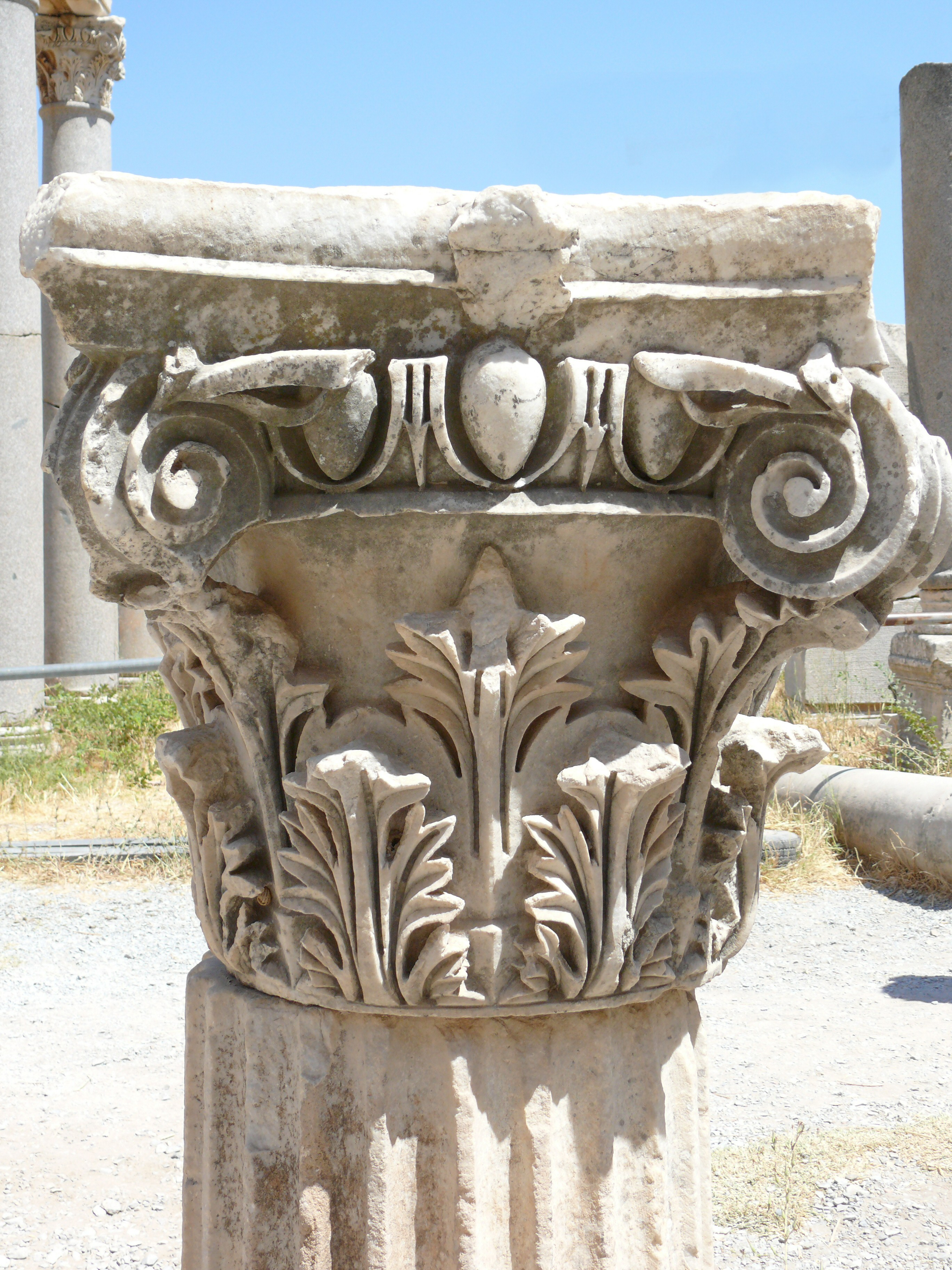
Capitello composito il cui disegno comprende foglie di acanto, motivi di volute e "uovo e freccia".

Motivo nelle arti e nell'iconografia è un elemento di un'immagine. Un motivo può essere ripetuto in un modello o disegno, spesso più volte, o può capitare una sola volta in una determinata opera.

## Tipi di motivo
Un motivo può essere un elemento nell'iconografia di un particolare soggetto o tipo di soggetto che si vede in altre opere, o può costituire il soggetto principale, come nel caso del "domatore di animali", tipico nell'arte antica. Il relativo motivo di "animali che si fronteggiano" si vede spesso da solo, ma può anche essere ripetuto, per esempio nella seta bizantina e in altri antichi tessuti. Dove il soggetto principale di un'opera artistica, come un dipinto, è una specifica persona, gruppo, o momento in una narrazione, ci si dovrebbe riferire come "soggetto" dell'opera, non motivo, sebbene la stessa cosa possa essere "motivo" se parte di un altro soggetto o parte di un'opera di arte figurative, come in un dipinto o su un vaso.
Arte ornamentale o decorativa possono essere abitualmente analizzate in un numero di elementi diversi, che possono essere denominati "motivi". Questi possono spesso essere ripetuti, come nell'arte tessile, molte volte in un modello. Importanti esempi nel mondo occidentale comprendono le foglie di acanto, le "uova e frecce", e vari tipi di decorazioni a spirale o a volute.

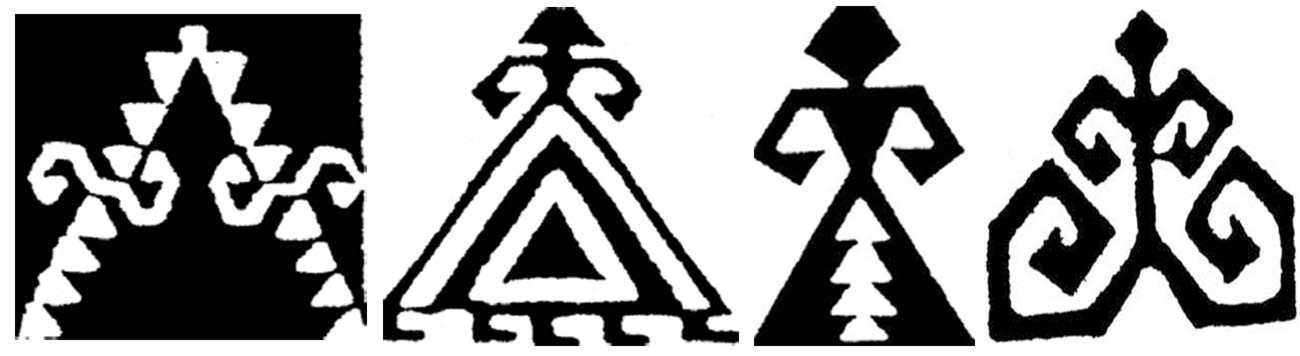
Elibelinde, motivi kilim, simbolizzanti la fertilità

Molti disegni nella cultura islamica sono motivi, compresi quelli del sole, della luna, di animali come cavalli e leoni, fiori e paesaggi. Motivi possono avere effetti emotivi ed essere usati a scopo di propaganda. Nei tappeti kilim sono tessuti motivi come le mani-sulle-anche (elibelinde) per esprimere speranze e preoccupazioni del tessitore: l'ebelinde simbolizza il principio femminile e la fertilità, compreso il desiderio di avere bambini.
L'idea di un motivo è divenuta comune nelle discussioni letterarie e altre arti narrative come elemento di una storia, che ne rappresenta il tema.

## Esempi
Geometrici, tipicamente ripetuti
greche, palmette, rosette, gul nei tappeti orientali, acanto, ovoli e dardi, perle e rotoli, Pakudos, svastiche inverse, simboli Adinkra (popolo Ashanti).

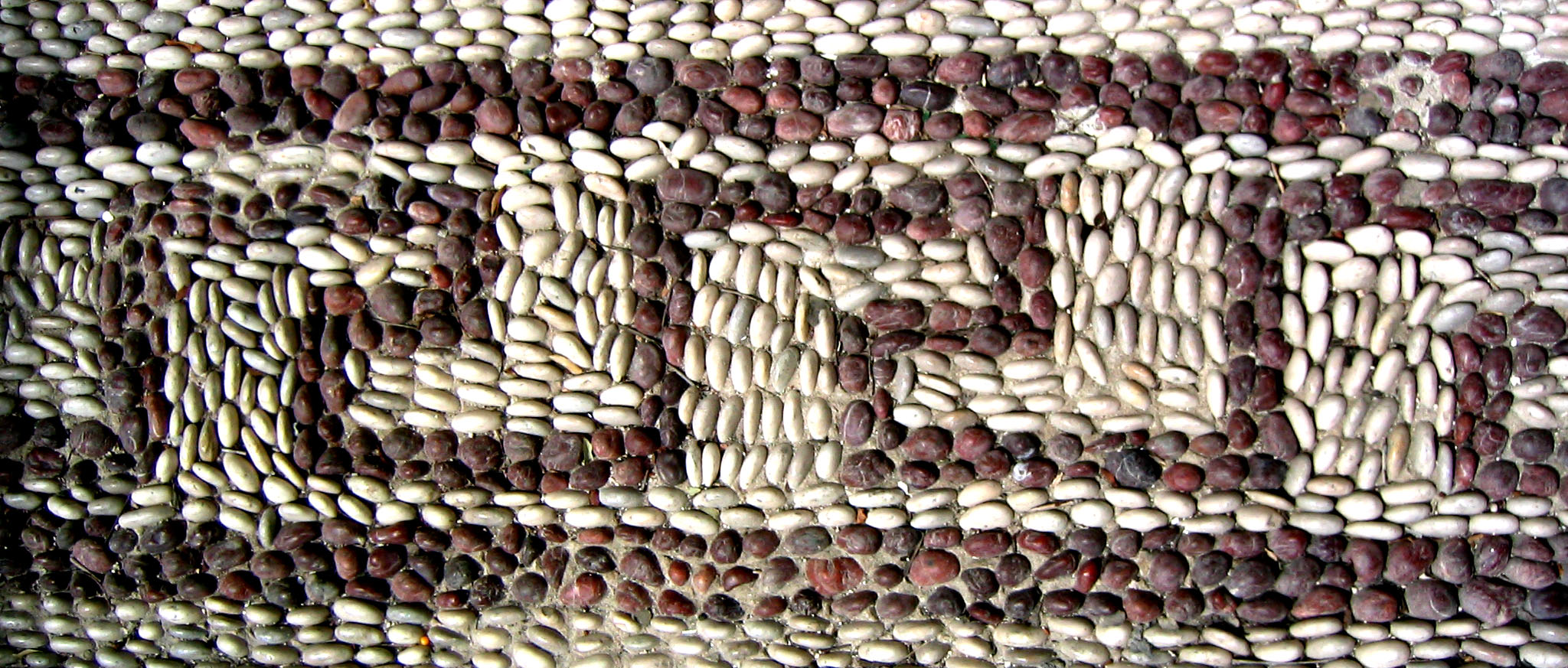
Pavimento a greca nelle vie di Rodi
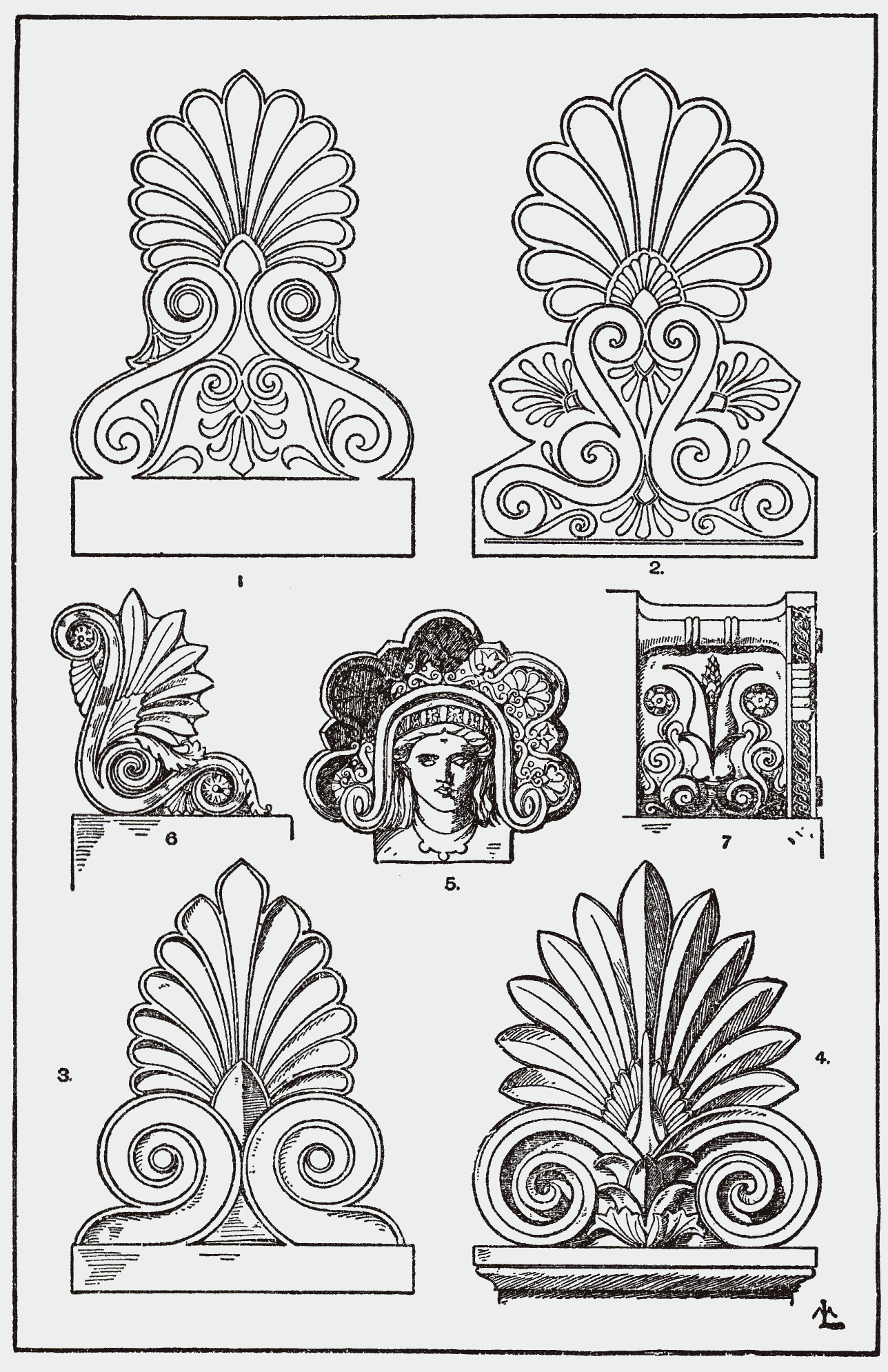
Palmette – Handbook of Onaments di Franz Meyer (1898)
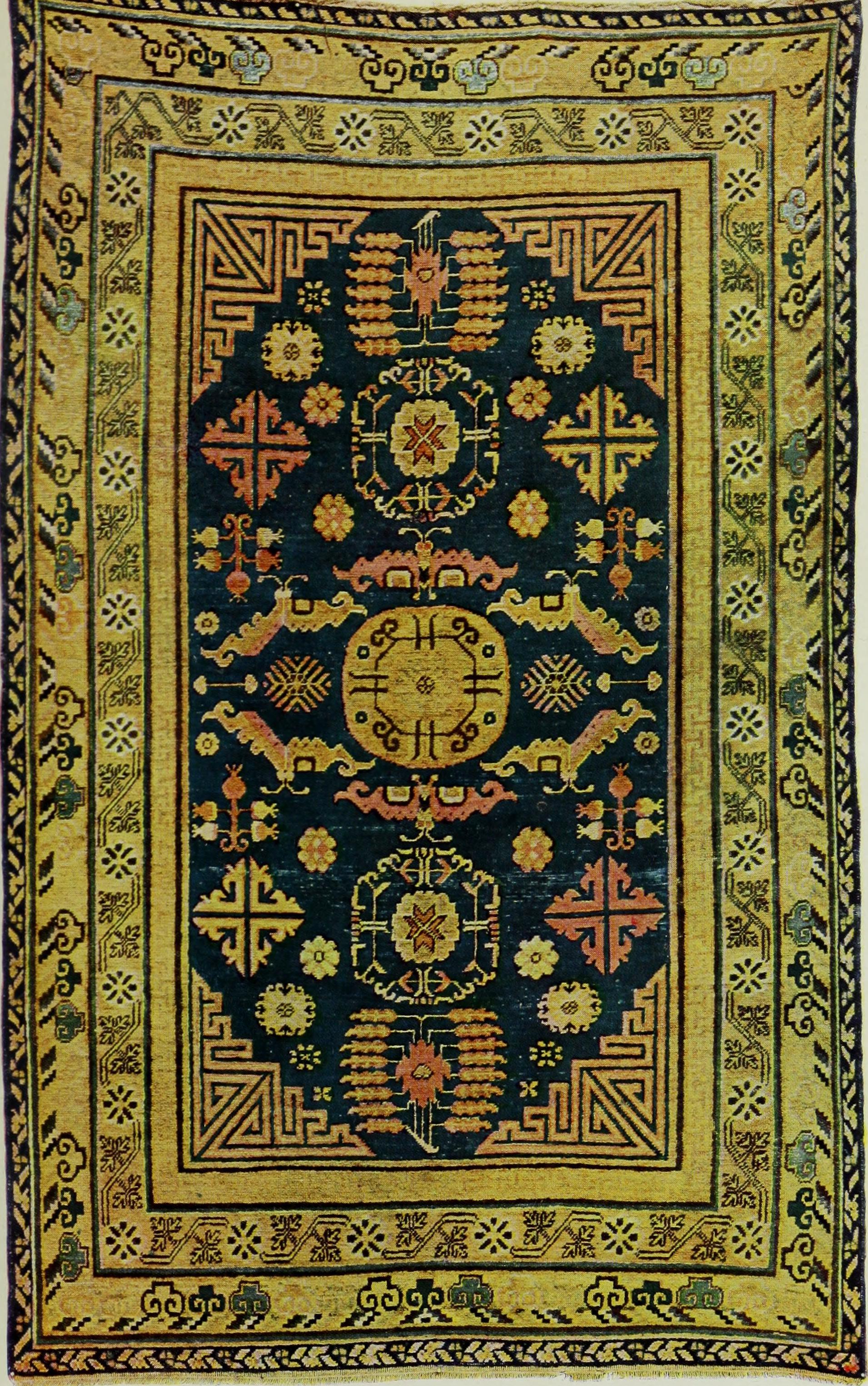
Tappeto turkmeno con tre gul centrali
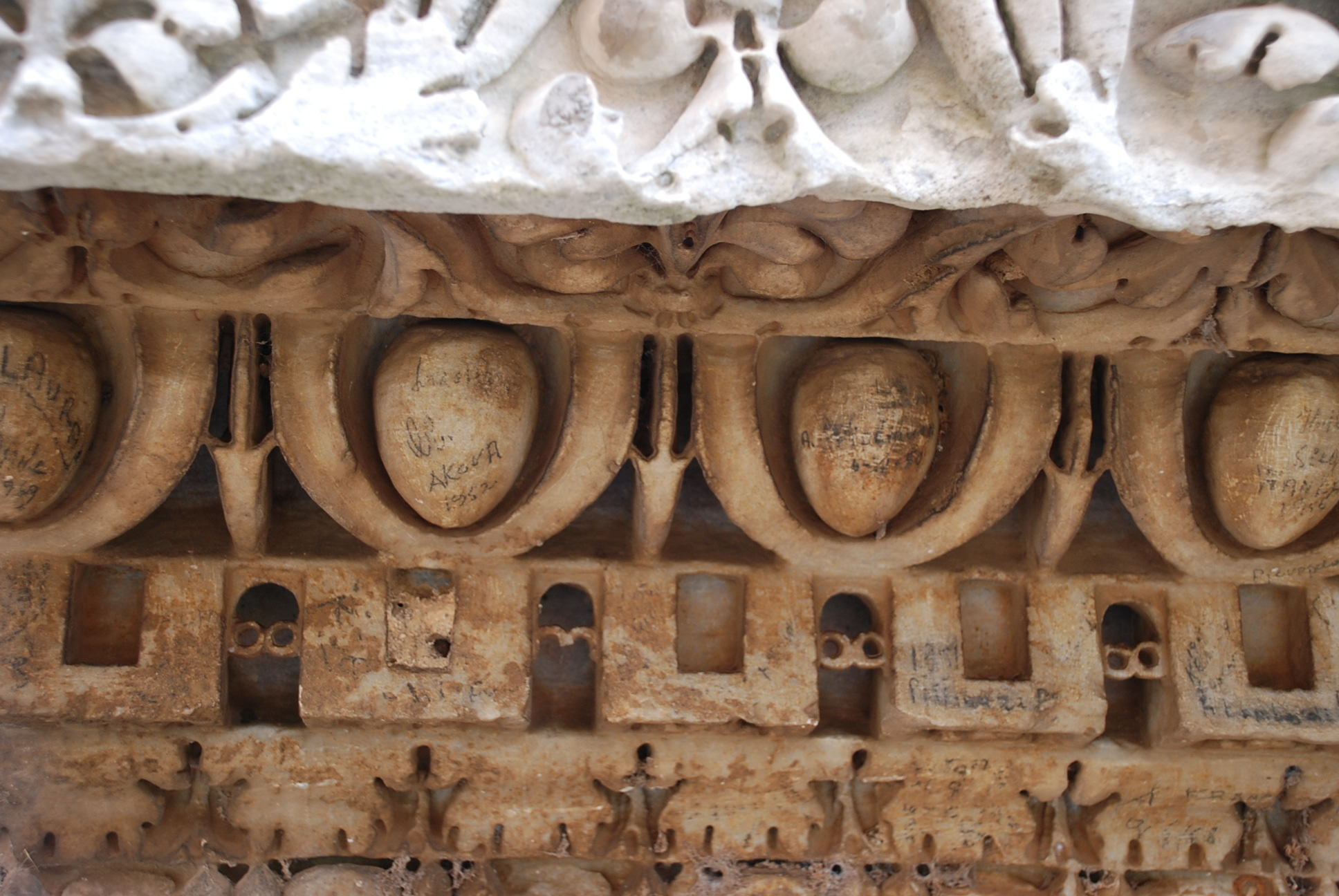
Ovoli e dardi – Ostia Antica
Simbolo Pakudos
Svastica inversa
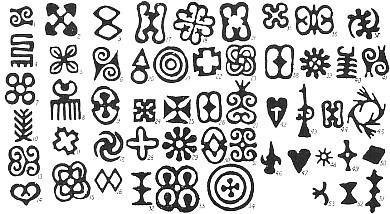
Simboli Adinkra

Figurativi
domatore di animali, animali che si fronteggiano, velificatio, La morte e la giovane, Le tre lepri, Sheela na Gig.

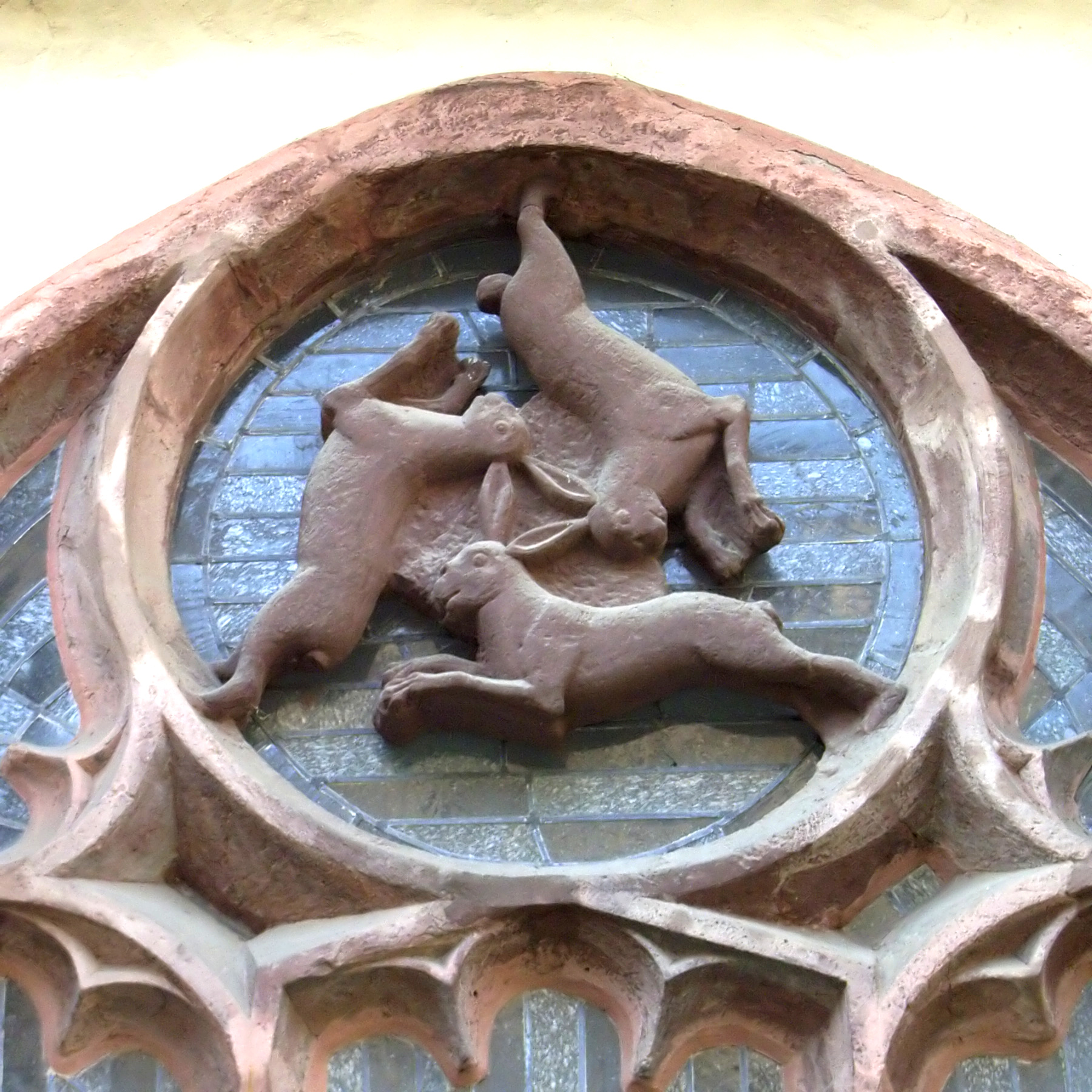
Le tre lepri - Cattedrale di Paderborn, Renania Settentrionale-Vestfalia (Germania)
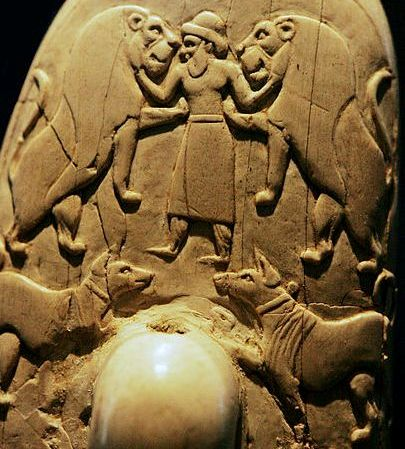
Gebel el-Arak Knife con il motivo "Domatore di animali" sulla cima del manico
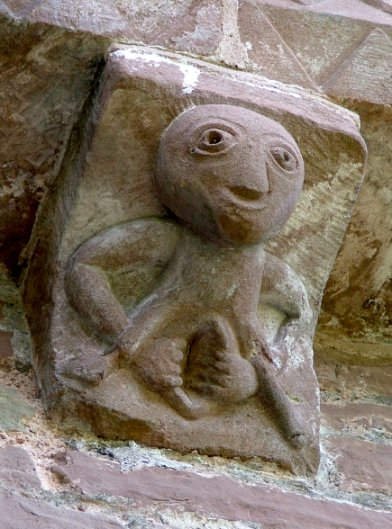
Sheela na Gig, chiesa dei SS Mary and David a Kilpeck, Inghilterra (XII secolo)
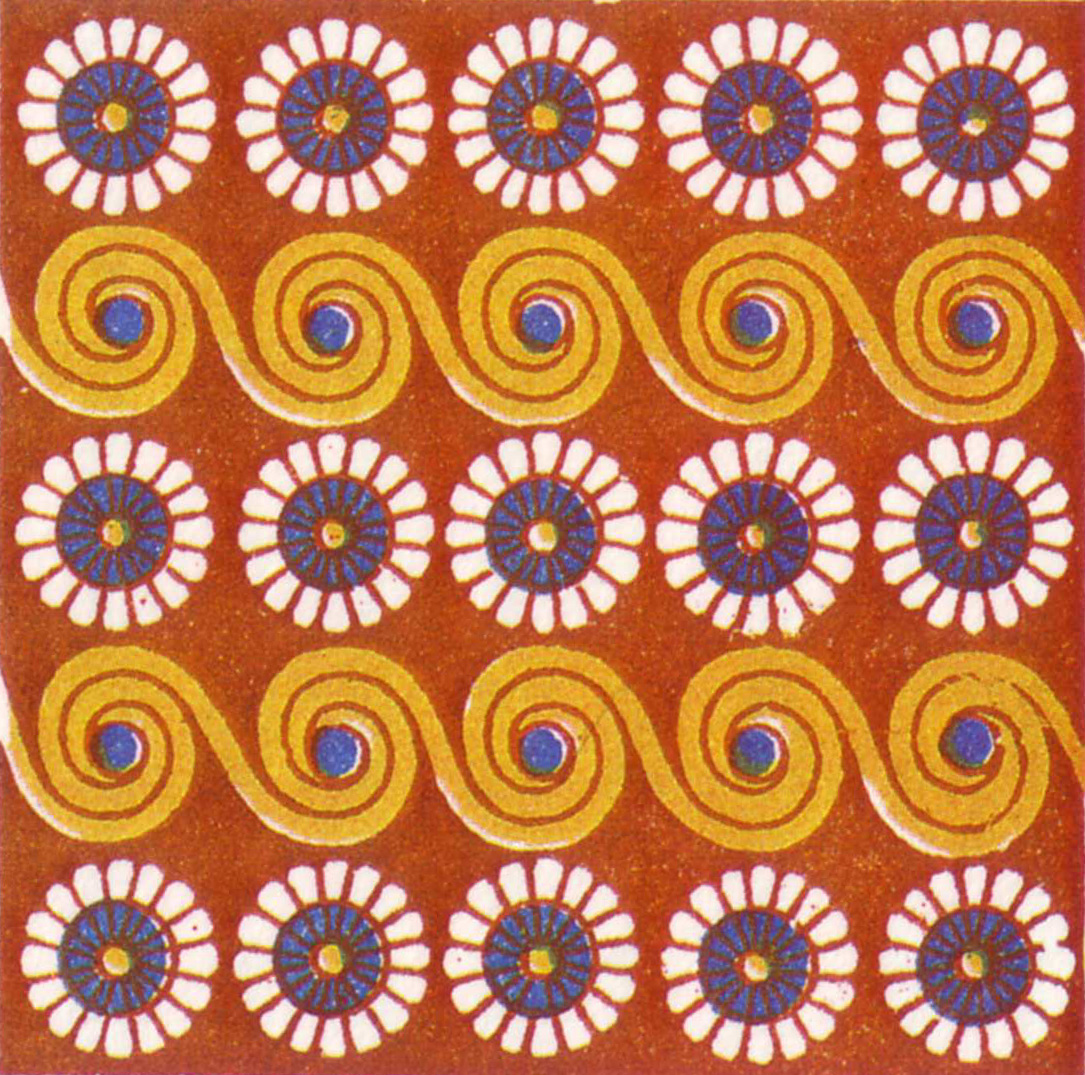
The Grammar of Ornament dell'architetto Owen Jones: Egyptian No 7 (plate 10), immagine #20
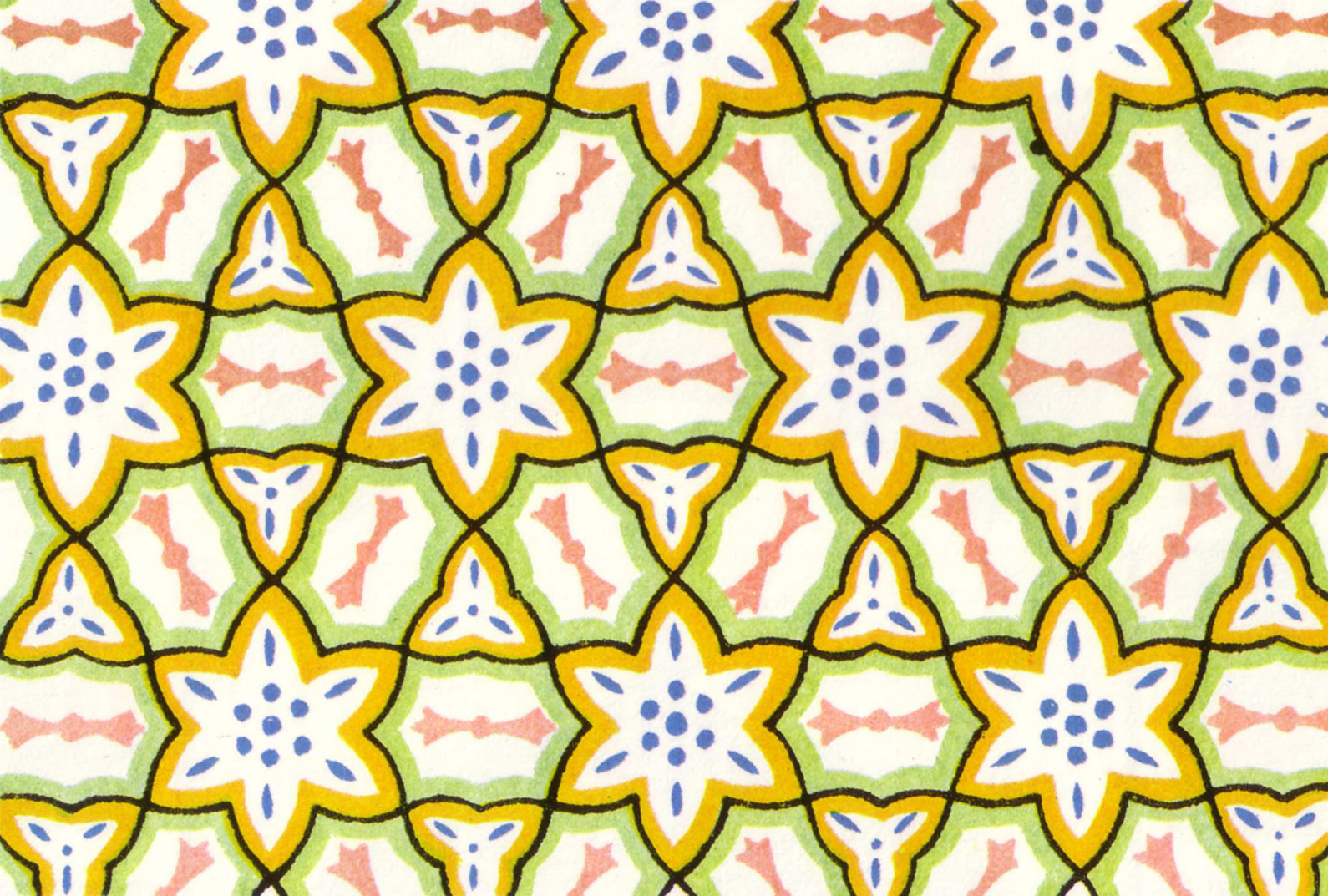
Illustrazione da The Grammar of Ornament (1856)
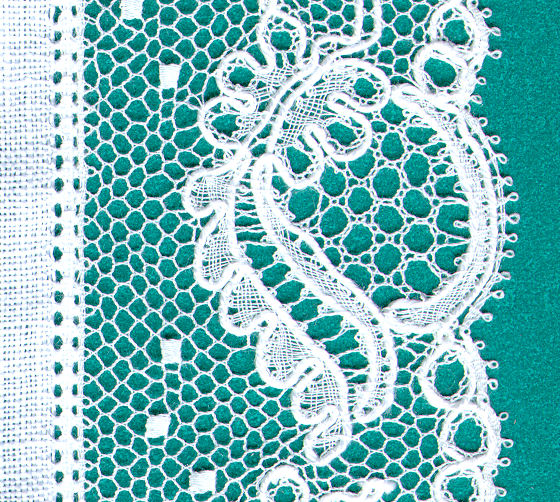
Motivo in merletto
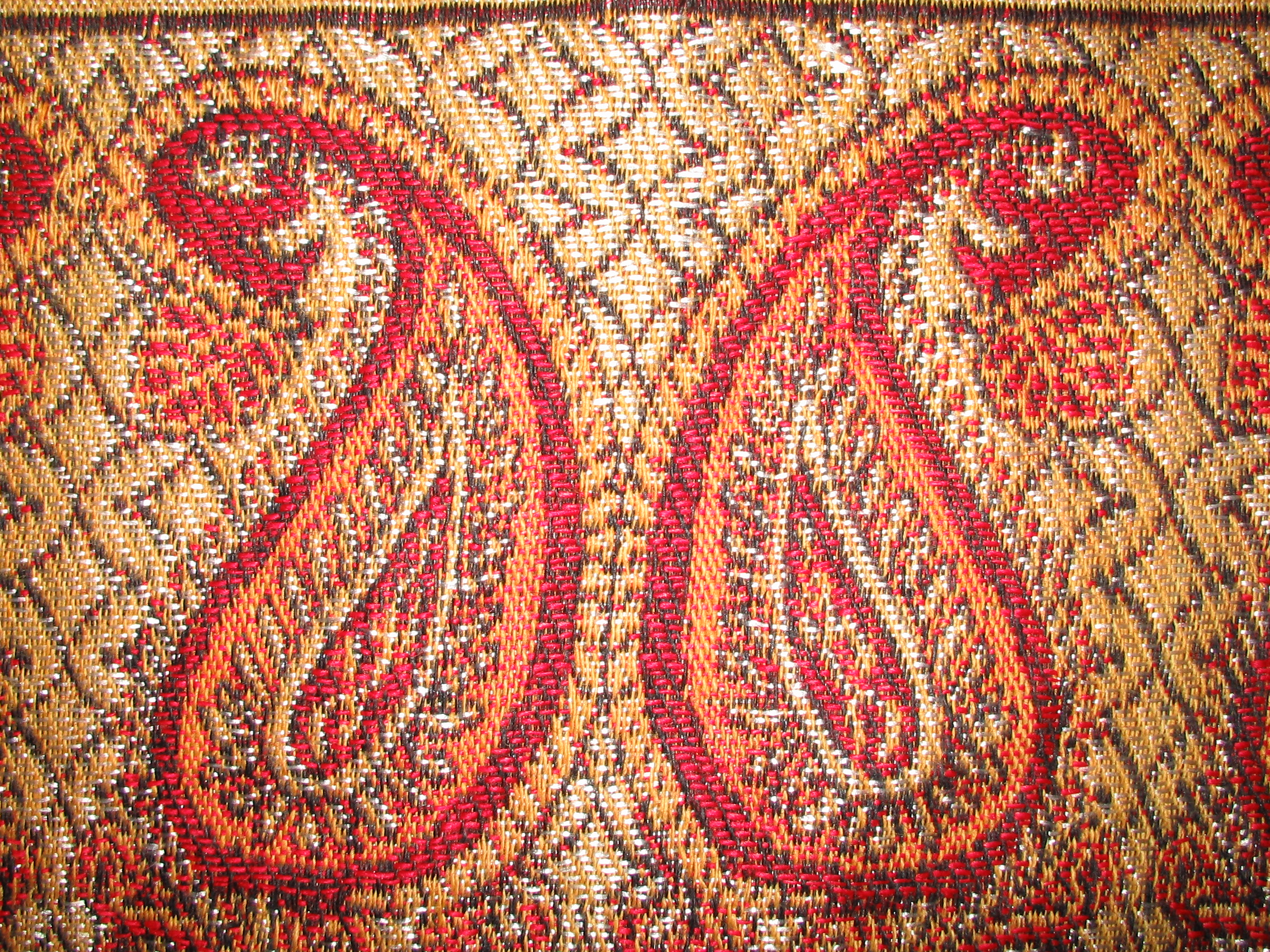
Motivo boteh persiano su tessuto
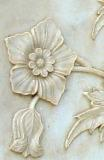
Motivo floreale, Taj Mahal